# 샤비에르 오칼랴간
샤비에르 오칼랴간 페레르(카탈루냐어: Xavier O’Callaghan Ferrer, 1972년 3월 2일~)는 스페인의 전직 핸드볼 선수로 현역 시절 포지션은 센터백이다. 스페인 프로 핸드볼팀인 FC 바르셀로나 소속으로 활동했으며 리가 아소발에서 8회 우승, 코파 델 레이 6회 우승, EHF 챔피언스리그 7회 우승을 달성했다. 
1993년부터 2004년까지 스페인 대표팀의 일원으로 국제 대회에서 활동했으며, 2000년 하계 올림픽에서 동메달을 획득했다.